# Marcelo Bonevardi

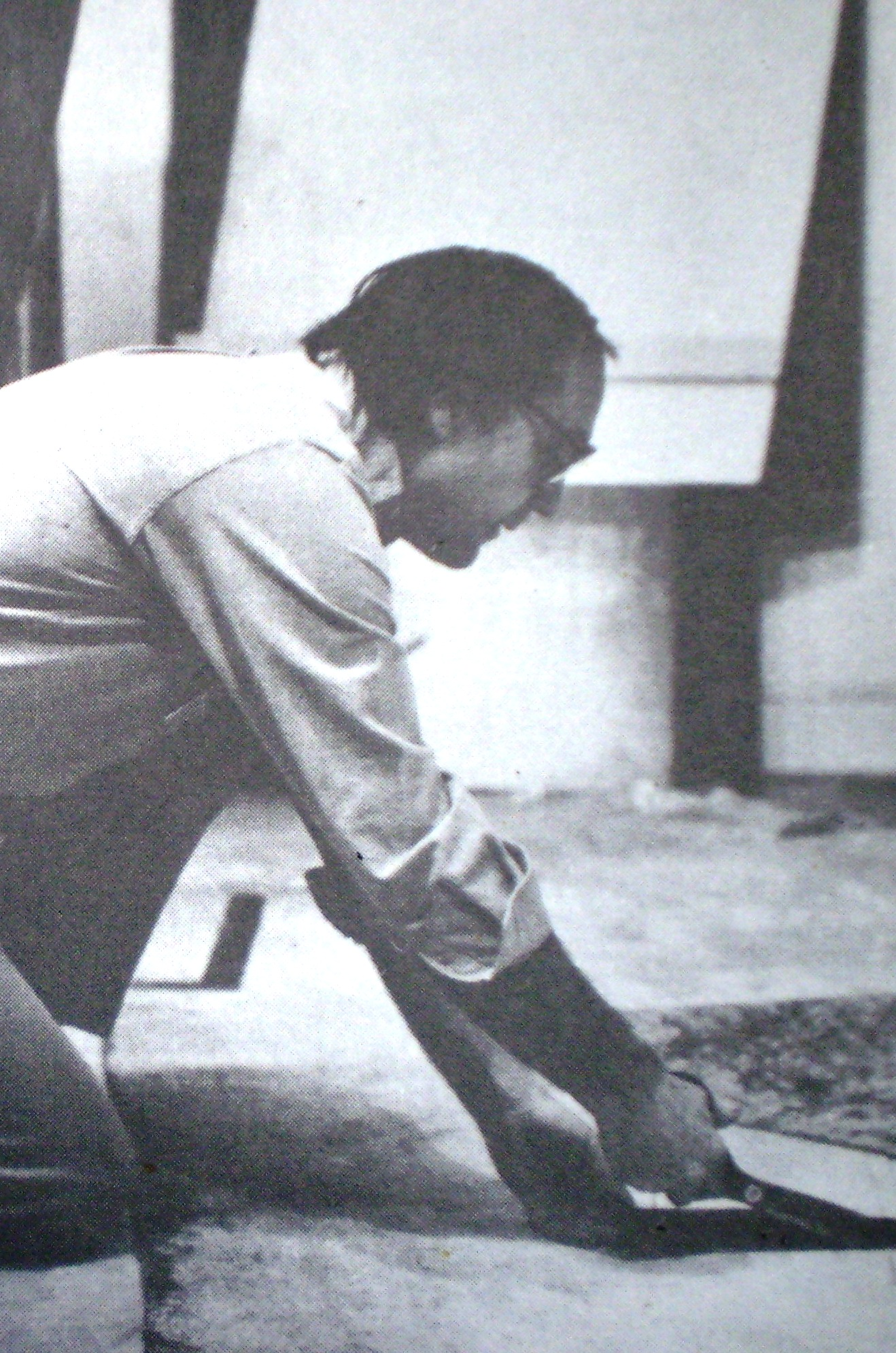
Marcelo Bonevardi w swojej pracowni (1980)

Marcelo Bonevardi (ur. 13 maja 1929 w Buenos Aires, zm. 1 lutego 1994 w Córdobie) – argentyński malarz. W 1958 zamieszkał w Nowym Jorku, gdzie tworzył obrazy - asamblaże. W swej sztuce posługiwał się elementami trójwymiarowymi, które odwoływały się do konkretnego świata. Autor takich prac, jak  El Arquitecto (1964), Pillar (1968).